# Cuevavirus
Het Cuevavirus is een geslacht van virussen. Het werd vastgesteld na de ontdekking van het Lloviu cuevavirus in 2010 in Spanje. Omdat het geslacht verwant is aan het Marburgvirus en Ebolavirus heeft Het International Committee on Taxonomy of Viruses in 2012 voorgesteld het geslacht onder te brengen in de familie van filovirussen (Filoviridae). De naam is afgeleid van Cueva (Spaans voor Grot), verwijzend naar de ontdekking van dit geslacht bij vleermuizen in een Spaanse grot.
De virussen van dit geslacht komen voor in Spanje en mogelijk andere zuidelijke Europese landen. Onderzoek heeft aangetoond dat het Cuevavirus vanaf het Mioceen afwijkt van het Marburgvirus.

## Soorten
Het geslacht kent één soort Lloviu cuevavirus, waaronder het Lloviu virus (LLOV) valt.